# Prepona
Prepona es un género de lepidópteros de la familia  Nymphalidae. Son muy buenas voladoras y se encuentran en los bosques tropicales donde se alimentan de frutos y de la fermentación de estiércol. La parte inferior de las alas es gris pálido o marrón, mientras que el lado superior es oscuro con distintas manchas iridiscentes azules. Algunas especies también tienen marcas de color naranja en el lado superior de las alas. Son populares entre los coleccionistas de mariposas.

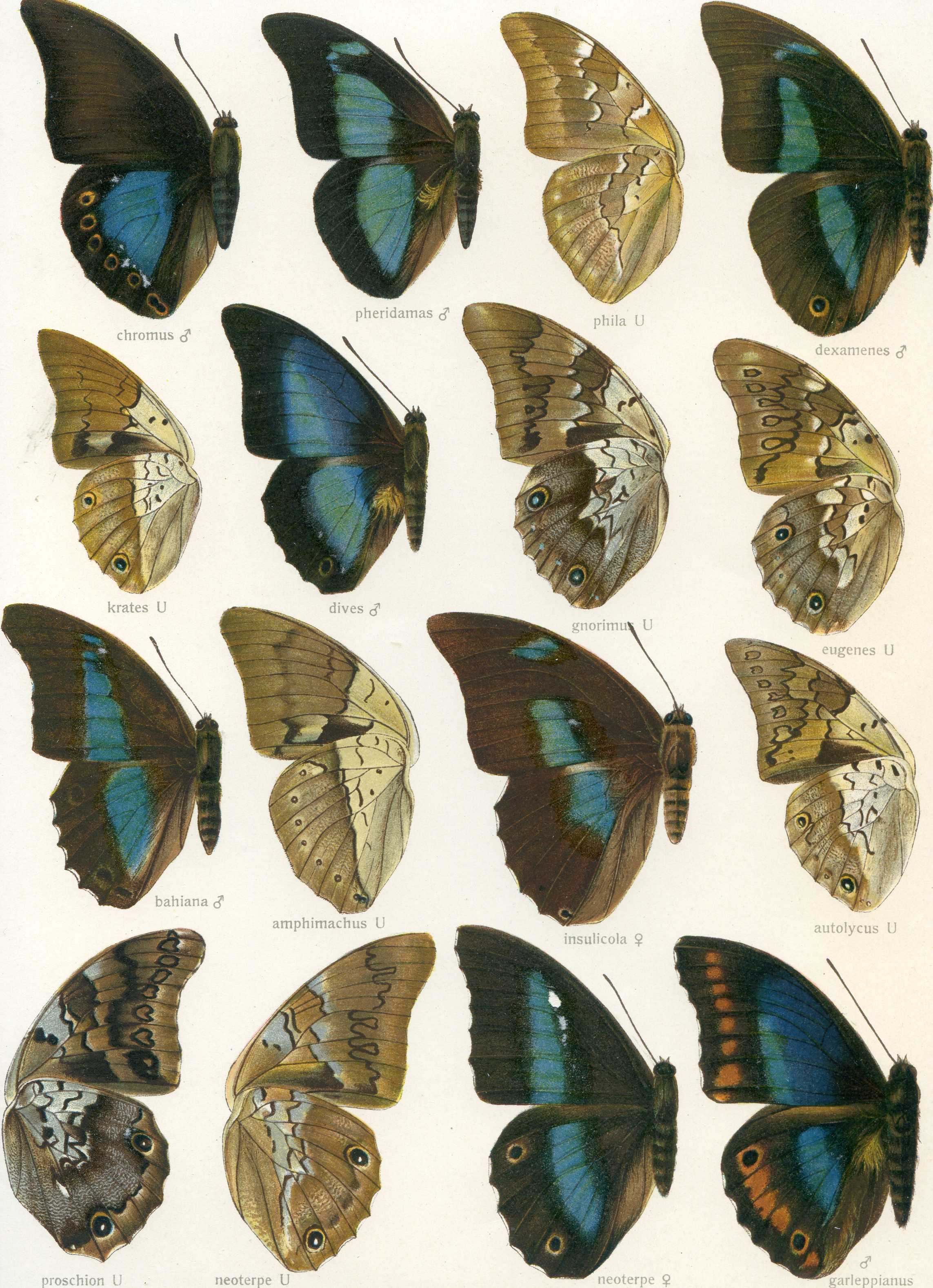
Prepona, lámina de Seitz, 1915. algunos taxones (por ejemplo, amphimachus) incluidos aquí en Prepona han sido movidos a Archaeoprepona

## Géneros
Los miembros del género Archaeoprepona estaban anteriormente incluido en Prepona:
- Prepona Boisduval, 1836
  - Prepona omphale (Hübner, 1819) nombre original Morpho omphale Hübner, 1819
    - Prepona omphale omphale (Hübner, 1819)
    - Prepona omphale octavia Fruhstorfer, 1904

  - Prepona pseudomphale Le Moult
  - Prepona dexamenus Hopffer, 1874
    - Prepona dexamenus dexamenus Hopffer, 1874
    - Prepona dexamenus krates Fruhstorfer, 1904

  - Prepona gnorima Bates, 1875
  - Prepona lygia Fruhstorfer, 1904
  - Prepona antimache Hübner
  - Prepona brooksiana Godart
    - Prepona brooksiana diaziana Miller
    - Prepona brooksiana escalantiana Stoffel & Mast de Maeght, 1973

  - Prepona buckleyana Hewitson
  - Prepona deiphile Godart
  - Prepona eugenes Bates, 1865
  - Prepona garleppiana Staudinger
  - Prepona idexamenus Hopffer, 1874
  - Prepona joyceyi Le Moult
  - Prepona laertes (Hübner, 1811) nombre original Potamis laertes Hübner, 1811 ( = Nymphalis demodice Godart, 1824)
  - Prepona licomedes, (Cramer 1777)
  - Prepona lilianae Le Moult
  - Prepona neoterpe Hour.
  - Prepona pheridamas (Cramer, 1777)
  - Prepona philipponi Le Moult
  - Prepona praeneste Hewitson
    - Prepona praeneste buckleyana
    - Prepona praeneste praeneste Hewitson
    - Prepona praeneste praenestina Fruhstorfer, 1916

  - Prepona pseudojoiceyi Le Moult
  - Prepona pylene Hewitson, 1853
  - Prepona rothschildi Le Moult
  - Prepona sarumani Smart, 1976
  - Prepona subomphale Le Moult
  - Prepona werneri Hering & Hopp.
  - Prepona xenagoras Hewitson